# Markarian 110
 (janvier 2024).
Markarian 110 est un couple de galaxies spirales de type Syfert 1, cette galaxie est connue pour son jet de matière bien visible, ce jet a pour origine un quasar qui siège au centre de Mrk 100. Mrk 110 se situe dans la constellation de La Grande Ourse à plus de 489 millions années-lumière.

## Découverte de Mrk 110
Mrk 110 a été découverte par le ROSAT All Sky en 1998. Le ROSAT All Sky est une étude du ciel faite par le ROSAT et le SDSS, cette étude à pour but d'étudier les galaxies actives dans les rayons X et le domaine des ondes visibles.

## Caractéristiques de Mrk 110
(mai 2024).
Markarian 110 est un couple de galaxies à noyaux actifs très brillant (magnitude apparente de 16.41) connu pour avoir un jet de matière AGN d'une distance de plus de 100 000 années-lumière émanant du quasar central de la galaxie primaire de Markarian 110.
L'épais disque d'accrétion du quasar central de Markarian 110A crée un intense rayonnement X, ultraviolet, radio, infrarouge et un puissant rayonnement gamma ainsi qu'un jet de matière très émetteur dans tous les spectres de la lumière.
Le quasar central d'une masse de 5 620 000 masses solaires a un disque d'accrétion de gaz très ionisé à rotation très rapide 1000km/s.
le disque d'accrétion de Markarian 110A* possède des gaz ionisés froids entourant le disque, ces gaz ont été détectés grâce à une très grande raie d'absorption,,,,,,.